# Gaël Clichy
Gaël Clichy (nascut a Tolosa, el 26 de juliol del 1985), és un futbolista professional francès que ha jugat al Arsenal FC, Manchester City i İstanbul Başakşehir de la lliga turca. Clichy, també va jugar per la selecció de França entre el 2008 i 2014.